# 茶屋町郵便局
茶屋町郵便局（ちゃやまちゆうびんきょく）
- 岡山県倉敷市にある郵便局。本記事にて記述する。

茶屋町簡易郵便局（ちゃやちょうかんいゆうびんきょく）
- 山形県新庄市にある簡易郵便局。局番号は85734。

茶屋町郵便局（ちゃやまちゆうびんきょく）は、岡山県倉敷市茶屋町にある郵便局。民営化以前の分類では集配特定郵便局であった（現在は集配機能を廃止）。

## 概要
住所：〒710-1101 岡山県倉敷市茶屋町448-2
2015年（平成27年）までは、倉敷市の茶屋町地区を所管する集配郵便局であった。郵便物集配体制の再編により同年3月に集配業務を倉敷郵便局に移管して無集配局となった。

## 沿革
- 1891年（明治24年）5月1日 - 茶屋町郵便受取所として開設[1]。
- 1902年（明治35年）12月16日 - 茶屋町郵便電信受取所となる。
- 1905年（明治38年）4月1日 - 茶屋町郵便局（三等）となる。
- 1965年（昭和40年）8月22日 - 電話交換業務を倉敷電報電話局に、和文電報配達業務を倉敷電報電話局および早島電報電話局にそれぞれ移管[2]。
- 2007年（平成19年）3月5日 - 地域区分番号を「〒709-11xx」から「〒710-11xx」に変更[3]。
- 2007年（平成19年）10月1日 - 民営化に伴い、併設された郵便事業倉敷支店茶屋町集配センターに一部業務を移管。
- 2012年（平成24年）10月1日 - 日本郵便株式会社発足に伴い、郵便事業倉敷支店茶屋町集配センターを茶屋町郵便局に統合。
- 2015年（平成27年）3月2日 - 集配業務および保険の渉外業務を倉敷郵便局に、貯金の渉外業務をゆうちょ銀行倉敷店に、それぞれ移管し、無集配局となる。郵便番号を710-1199から710-1101に変更。
- 2017年（平成29年）10月16日 - 投資信託の取り扱いを開始予定[4]。

## 取扱内容
- 郵便、印紙、ゆうパック、内容証明
- 貯金、為替、振替、振込、国際送金、国債
- 生命保険、バイク自賠責保険
- ゆうちょ銀行ATM

## 周辺
茶屋町を参照。

## アクセス
- 西日本旅客鉄道（JR西日本）宇野線（宇野みなと線）・本四備讃線（瀬戸大橋線）茶屋町駅西口を南へすぐ
- 下津井電鉄バス 茶屋町駅停留所下車
- 瀬戸中央自動車道 水島ICから北へ約5.5km、もしくは早島ICから南へ約4km
- 岡山県道74号倉敷飽浦線 茶屋町駅前を南へすぐ
- 駐車場あり：8台